# Микрофлуидни магнетни имуносензор за SARS COV-2 у серуму
Микрофлуидни магнетни имуносенсор високе осетљивости за брза мерења нуклеокапсидног протеина SARS COV-2 у серуму је тест уређај у завршној фази истраживања, које су подржали Национални заводи за здравље, Национална научна фондација и Истраживачки фонд ковид 19 Универзитета Рајс. 
Имуносензор је заснован на јединственој шеми осетљивости која користи двоструко обележене магнетне нанозрнца за имуномагнетно обогаћивање и појачавање сигнала. Овај имуносезор је интегрисан у микрофлуидни чип, који нуди предности минималне потрошње узорака и реагенса, поједностављено руковање узорцима и повећану осетљивост откривања.
Микрофлуидни магнетни имуносенсор упарен с мобилним телефоном и прикључним дијагностичким алатом може дијагностиковати ковид 19 за 55 минута.

## Опште информације
Пандемија ковида19 у 2020 и 2021. годинеи истакла је значај за откриће хитноих брзих и тачноих дијагностичких тестова за откривање и скрининг ковида 19. Тако је настао микрофлуидни магнетни имуносенсзор високе осетљивости за брза мерења нуклеокапсидног протеина SARS COV-2 у серуму.
Микрофлуидни чип величине поштанске марке мери концентрацију SARS COV-2 нуклеокапсидног (Н) протеина у крвном серуму узеток стандардним убодом прста шаке. Нанозрнице се у чипу везују за протеин SARS COV-2 нуклеокапсид, биомаркер за ковид 19, и транспортује до електрохемијског сензора који открива мале количине биомаркера.
Функционалност овог имуносезора потврђена је употребом за откривање SARS COV-2 нуклеокапсидног протеина, који се може открити при концентрацијама од само 50 пг / мл у целом серуму и 10 пг / мл у 5 пута разблаженом серуму. 
Овај тест прилагођен је за ручни дијагностички уређај чија примена је заснованом на паметном телефону који може да детектује протеин SARS COV-2 нуклеокапсид у концентрацијама од само 230 пг / мл у целом серуму и 100 пг / мл у пет пута разблаженом серуму. 
Колико је познато из литературе, овај тест је прва демонстрација брзе  (за <1 h) квантификације SARS COV-2 антигена у целим узорцима серума. 
Способност брзог откривања биомаркера протеина SARS COV-2 са високом осетљивошћу у врло малим (<50 μL) узорцима серума, што чини ову платформу обећавајућим алатом за испитивање ковида 19 на месту тестирања болесника.

## Примена имунеснзора у откривању пацијената позитивних на ковида 19
На крају истраживања, процењенба је и способност овог имуносезора да дијагностикује инфекцију ковида 19 испитивањем клиничких узорака серума, што је открило његову способност да тачно разликује ПЦР-позитивне пацијенте са ковидом 19 од здравих, неинфицираних појединаца на основу нивоа SARS COV-2 нуклеокапсидног протеинског серума. 
Упарен са Google Pixel 2 телефоном и додатним потенциостатом, уређај би могао да пружи позитивну дијагнозу са концентрацијом од 230 пикограма за цео серум.
Капиларна цев се користи за довођење узетог узорка крви на чип, који се затим поставља на магнет који вуче зрнца према електрохемијском сензору обложеном антителима за њихово хватање. Зрнца се везују за антитела за хватање и стварају струју пропорционалну концентрацији биомаркера у узорку. Потенциостат очитава ту струју и шаље сигнал уграђеној телефонској апликацији. Ако нема биомаркера ковида19, зрнца се не вежу за сензор и испирају се унутар чипа. 
Истраживачи кажу да овај тест поједностављује поступак руковање узорцима у поређењу на  PCR тест заснован на брису носа који се широко користе за дијагнозу ковида19 који треба да се анализира у лабораторији. Према наводима Питера Лилехоја ванредниог професора машинства са Универзитета Рајс...
Оно што је сјајно код овог уређаја је то што му није потребна лабораторија..а можете да обавите цео тест и генеришете резултате на месту сакупљања, у здравственој кустанови или чак и у апотеци. Читав систем је мали, преносив и лак за употреб... Лилехој такође каже.... да индустрији не би било тешко да произведе микрофлуидне чипове или да их прилагоди новим сојевима ковида19 ако и када то постане неопходно.